# Karl Peter Berg
Karl Peter Berg, född 18 april 1907, död 22 november 1949 i Weesperkarspel, var en tysk SS-Untersturmführer och dömd krigsförbrytare. Under andra världskriget var han Schutzhaftlagerführer och därefter kommendant för koncentrationslägret Amersfoort, officiellt benämnt Polizeiliches Durchgangslager.
Efter andra världskriget ställdes Berg inför en nederländsk domstol och dömdes till döden efter att ha befunnits skyldig till minst 200 lägerfångars och 77 sovjetiska krigsfångars död. Berg avrättades genom arkebusering i Fort Bijlmer i Weesperkarspel den 22 november 1949.